# Isabelle Stanislas
Isabelle Stanislas, née Isabelle Benabou, le 29 décembre 1970 à Fontenay-sous-Bois, est une architecte, architecte d'intérieur, décoratrice d'intérieur, créatrice de meubles et restauratrice d'art française.

## Biographie
Isabelle Stanislas,,,, étudie l’architecture à l’école des Beaux-Arts, elle obtient son diplôme d'architecte DPLG le 24 novembre 1998, publié au JORF le 2 juin 1999.
Elle revendique pour maîtres Jean Prouvé, Louis Khan, mais aussi Renzo Piano, ou Tadao Ando, dont elle suit au plus près les travaux.
En 2001, elle ouvre son agence So-an (design et composition en japonais), avec Leiko Oshima.
Elle puise son inspiration dans la mode, la photographie,l’art en général, les voyages et dans ses racines marocaines, françaises et israéliennes.
Créatrice de meubles, de boutiques, de résidence, elle a collaboré avec Hermès, Cartier, Céline, Zadig et Voltaire en s’appliquant à comprendre et cerner l’identité de la marque.
Elle aménage des appartements,, maisons, hôtels ou restaurants en partenariat avec des collectionneurs réputés.
Isabelle Stanislas a exposé son travail dans les musées et espaces de Paris comme le musée des arts décoratifs, le musée d’art moderne de la ville de Paris.
Plus récemment, Isabelle Stanislas a repensé et redécoré la salle des fêtes du Palais de l’Élysée,,,,,,  commande faite par le mobilier National,.
Son travail combine décoration intérieure, design de meubles avec un équilibre permanent entre le respect de l'histoire, et l'audace de la modernité. Son style se caractérise par l'épure et la simplicité et par la mise en valeur d’éléments du passé qu’elle revitalise par une attention très précise portée sur la lumière et l’utilisation en contraste de matériaux contemporains.

## Principales réalisations
- 2006 - Collaboration avec Cartier, Celine, Hermès, Zadig et Voltaire[29],[30] Yvonne Léon[31],
- 2012 - Conception et réalisation de la décoration d'un appartement rue de Rivoli[32],[33],
- 2014 - Création so-light pour la Galerie Nilufar[34],[35],
- 2014 - Création d’une ligne de meubles indoor / outdoor[36],
- 2015 - Réalisation d’un Hôtel à Angoulême : le domaine des Etangs[37], Domaine de Massignac[38],[39],
- 2015 - Renaissance de la marque Schiaparelli, Place Vendôme[40],
- 2015 - Création et développement de la ligne de meubles Isabelle Stanislas[41],
- 2016 - Construction d’une maison à Ibiza,
- 2016 - Construction d’une maison à Comporta,
- 2016 - Edition de meubles Isabelle Stanislas pour la Galerie Pouenat[42] à Paris,
- 2017 - Rénovation du château Toulouse Lautrec, Domaine de Malromé[43],[44],
- 2017 - Réhabilitation de l'ancien appartement d'Henri Cartier-Bresson[45],
- 2018 - Création de la boutique Cartier à Monaco[46],
- 2018 - Création d’une boutique hôtel à Ibiza,
- 2018 - Création d’une ligne de meubles pour la galerie BSL[47],
- 2019 - Salle des fêtes du Palais de l'Élysée[20],[48],
- 2019 - Décoratrice pour le nouvel ensemble "Issy Cœur de Ville" à Issy-les-Moulineaux[49].

## Expositions
- 2004 - Exposition sur l’agence Isabelle Stanislas dans la Galerie de Philippe Di Méo Paris 3,
- 2014 - Exposition à l’hôtel de Miramion à Paris[50] puis à Milan,
- 2014 - Exposition aux arts décoratifs pour AD Intérieurs[51],[52],
- 2014 - Exposition au Ministère des affaires Étrangères pour AD Collections,
- 2015 - Exposition au palais d'Iéna pour AD Intérieurs[53],
- 2015 - Exposition à l’hôtel de la Marine pour AD Collections[54],
- 2016 - Exposition au Musée d'Art moderne de la ville de Paris pour AD Collection[55],[56],
- 2016 - Exposition pour le cabinet de curiosités de Thomas Erbert[57],
- 2017 - Exposition à Milan : création d’un tea cart pour le Holly hand made Wallpaper,
- 2017 - Exposition à l’hôtel de la Monnaie de Paris pour AD Intérieur[58],
- 2018 - Exposition à la biennale de Venise au Venice Design : Summer Sense[59],[60].

## Hommages
- 2019 : French Design 100 (FD100)[61].